# Majdan Sieniawski
Majdan Sieniawski is een dorp in de Poolse woiwodschap Subkarpaten. De plaats maakt deel uit van de gemeente Adamówka en telt 1600 inwoners.